# Giorgian de Arrascaeta
Giorgian Daniel de Arrascaeta Benedetti (Nuevo Berlín, Río Negro, 1 de junio de 1994) es un futbolista uruguayo de ascendencia española e italiana que se desempeña como volante ofensivo. Actualmente juega en el C. R. Flamengo del Campeonato Brasileño de Serie A. Es internacional con la selección de Uruguay.

## Trayectoria

### Juveniles
Nació el 1 de junio de 1994 en Nuevo Berlín, Uruguay. Su apellido De Arrascaeta viene de su padre que es de ascendencia española, concretamente del País Vasco y cuyos padres emigraron a Uruguay y su apellido Bendetti viene de su madre que es de ascendencia Italiana.
Jugó al baby fútbol en el Club Pescadores Unidos de su ciudad natal desde los cuatro años. Su padre, Alfredo, le prometió $5 por cada gol que realizara y ese año anotó cuarenta y nueve. Fue figura indiscutible y goleador absoluto en categoría semillas (11 años)´donde logró coronar por primera vez en la historia de su club en una categoría y convirtió 38 goles. Convocado a defender la selección de Río Negro en todos los años fue un valor indiscutido. Luego defendió al Club Atlético Anglo, de la ciudad vecina Fray Bentos en la categoría sub-15.
Las condiciones de Giorgian eran notorias, conocidos de su ciudad le insistieron a un directivo del Defensor Sporting Club de Montevideo que lo prueben. En 2008 arribó a la capital del país con su padre y luego de ser evaluado por el coordinador de juveniles de ese entonces, Juan Ahuntchain, fue seleccionado para quedarse en Defensor. Pero regresó a Nuevo Berlín para continuar con las clases. En las vacaciones de septiembre estuvo practicando con Defensor nuevamente y a fin de año, ya terminadas las clases, debutó con las juveniles del club.
Finalmente, en el 2009 se mudó a Montevideo, a la casa que Defensor Sporting tiene para los juveniles.
Con 18 años recién cumplidos, Giorgian fue parte del plantel que disputó la Copa Libertadores Sub-20 de 2012 en Lima, Perú. Debutó a nivel internacional el 15 de junio contra Independiente del Valle, ingresó al minuto 63 por Jhon Pírez y ganaron 1 a 0. Su primer gol internacional llegó el 22 de junio, ante Alianza Lima, el encuentro lo ganaron 5 a 1. Finalizaron primeros en el grupo y clasificaron a la segunda fase. En cuartos de final se enfrentó al Universitario, campeón de la edición anterior, empataron 0 a 0 en el tiempo reglamentado, fueron a penales y ganaron 4 a 2. En la semifinal, anotó un gol y empataron 1 a 1 con Unión Española, fueron a penales y ganaron 3 a 1. El 2 de julio, se enfrentó al Club Atlético River Plate en la final de la Copa, pero perdieron 1 a 0 con gol de Augusto Solari en un reñido partido.
En el 2012, Defensor Sporting salió campeón en la categoría sub-19. Giorgian aportó 10 goles en dicho campeonato uruguayo juvenil.

### Defensor Sporting
Debutó en primera división el 21 de octubre de 2012. Entró en el segundo tiempo al minuto 63, por Diego Rodríguez, para jugar el clásico contra Danubio. Defensor ganó 3 a 1 con goles de Diego Rolán, Aníbal Hernández e Ignacio Risso. Giorgian debutó con la camiseta número 19. En el Torneo Apertura del 2012, disputó ese encuentro únicamente y Defensor Sporting terminó segundo, detrás de Peñarol.
En la segunda mitad de la temporada, jugó 14 de los 15 partidos. Comenzó jugando contra Nacional, como titular, y ganaron 1 a 0 con gol de Diego Laxalt. El 31 de marzo de 2013, anotó su primer gol en la máxima categoría, frente a El Tanque Sisley en su séptimo partido oficial, además dio un asistencia y ganaron 3 a 0. En la última fecha, Defensor tenía la posibilidad de ser campeón del Torneo Clausura si ganaba o empataba, pero en su partido contra Cerro perdían 1 a 0, Peñarol y River ganaban sus partidos y con ese resultado había un triple empate en el primer puesto del Torneo, pero apareció Giorgian y en el minuto 71 empató el partido 1 a 1, se mantuvo el resultado y Defensor Sporting salió campeón del Torneo Clausura del 2013. De Arrascaeta anotó 3 goles y concretó 2 pases de gol en el certamen, además fue titular en todos los partidos que disputó.
Accedió a la definición del Campeonato Uruguayo 2012/13. La semifinal se jugó el 5 de junio contra Peñarol en el Estadio Centenario, perdieron 3 a 1, con un triplete de Antonio Pacheco y como los carboneros ganaron la tabla anual y el partido semifinal, se consagraron campeones.
En la temporada 2013/14, se afirmó en el club. Disputó los 15 partidos del Torneo Apertura de 2013, en la fecha 10, se enfrentó a Nacional en el Franzini, perdían 1 a 0 y Giorgian ingresó en el segundo tiempo, impuso su juego, anotó el gol del empate, dio una asistencia y el partido lo ganaron 5 a 3. Finalizó el Apertura con 1 gol y 6 pases de gol pero Defensor terminó en la decimosegunda posición de la tabla.
En el Clausura del 2014, anotó 5 goles en las primeras 6 fechas. El 8 de marzo anotó su primer doblete, en la fecha 6, al enfrentarse a Cerro Largo en el Ubilla, el partido terminó 5 a 1.
En abril su pase fue vendido a un grupo empresario encabezado por Daniel Fonseca por 3,4 millones de dólares, se convirtió en el segundo pase más caro de la historia del club, superado solo por la venta de Nicolás Olivera en 3,6 millones.
A nivel internacional absoluto, debutó en la Copa Libertadores el 13 de febrero del 2014, ante la Universidad de Chile, ingresó al minuto 79 por Mario Regueiro pero perdieron 1 a 0 en el Estadio Nacional de Chile. El 2 de mayo, anotó su primer gol contra Garcilaso en el Estadio Huancayo de Perú, con su anotación el partido terminó 2 a 0.
Terminó el Clausura con 11 partidos jugados, aportó 6 goles y 2 asistencias. Defensor Sporting quedó en la novena posición.
Pero la competición internacional de esa temporada continuó y llegaron a la semifinal, contra Nacional. El partido de ida, lo jugaron el 27 de julio en el Estadio Defensores del Chaco, el más grande de Paraguay, pero perdieron 2 a 0. La revancha se disputó el 30 de julio, en el Estadio Centenario, el más grande de Uruguay, el marcador se abrió con un pase de gol de Giorgian para Adrián Luna al minuto 56, la Viola tuvo varias oportunidades de marcar un gol más, pero no concretó y a pesar de ganar el partido 1 a 0, el equipo que pasó a la final de la Libertadores fue Nacional, por un global de 2 a 1. Defensor Sporting terminó tercero, De Arrascaeta jugó los 12 partidos, anotó 2 goles y dio 4 asistencias.
Se especuló con su salida del club para la temporada 2014/15, pero continuó y jugó el Torneo Apertura del 2014. Disputó 11 partidos, dio 3 asistencias y marcó 6 goles, incluidos 2 dobletes, a Cerro y al en ese entonces puntero e invicto Racing. Defensor Sporting terminó el Apertura en sexta posición.
A fin de año, se especuló con su llegada a Inter de Porto Alegre para el 2015, pero no se concretó.
Durante tres años, Arrascaeta brilló en el Defensor Sporting de Uruguay. La temporada 2013/2014 fue la más destacada. Disputó 38 partidos, marcó 9 goles y dio 12 asistencias. Sus actuaciones se repartieron entre el Campeonato Uruguayo, con 27 partidos, 7 goles y 8 asistencias, y la Copa Libertadores, con 12 partidos, 2 goles y 4 asistencias. En la temporada 2014/2015, el jugador disputó 11 partidos del Campeonato Uruguayo, anotando seis goles y dando tres asistencias. En la primera temporada analizada, la 2012/2013, también en el Campeonato Uruguayo, disputó 16 partidos, anotando tres goles y dando dos asistencias.En Defensor Sporting, el jugador disputó un total de 65 partidos, aportando 18 goles y 17 asistencias.

### Cruzeiro E.C.
El 19 de enero de 2015 se confirmó su pase al Cruzeiro Esporte Clube. El club brasileño pagó 4 millones de dólares por el 50% de su ficha, pensando en reforzarse para ganar la Copa Bridgestone Libertadores.
En 2015, Arracaeta jugó 43 partidos, anotando 9 goles y 4 asistencias. En el Campeonato Mineiro: 8 partidos, 4 goles y 3 asistencias; en la Copa Libertadores: 10 partidos y 1 gol. En el campeonato nacional, jugó 2 partidos de la Copa do Brasil; y en el Campeonato Brasileiro: 23 partidos, 4 goles y 1 asistencia.
En 2016, Arrascaeta fue el máximo goleador del equipo con 14 goles y el líder en asistencias (18). Estas cifras representaron una participación directa en el 34% de los 94 goles marcados por el equipo estelar.
En cuatro años, marcó un total de 50 goles en 188 partidos en todas las competiciones oficiales, ganando dos títulos de la Copa de Brasil en 2017 y 2018.

### Flamengo

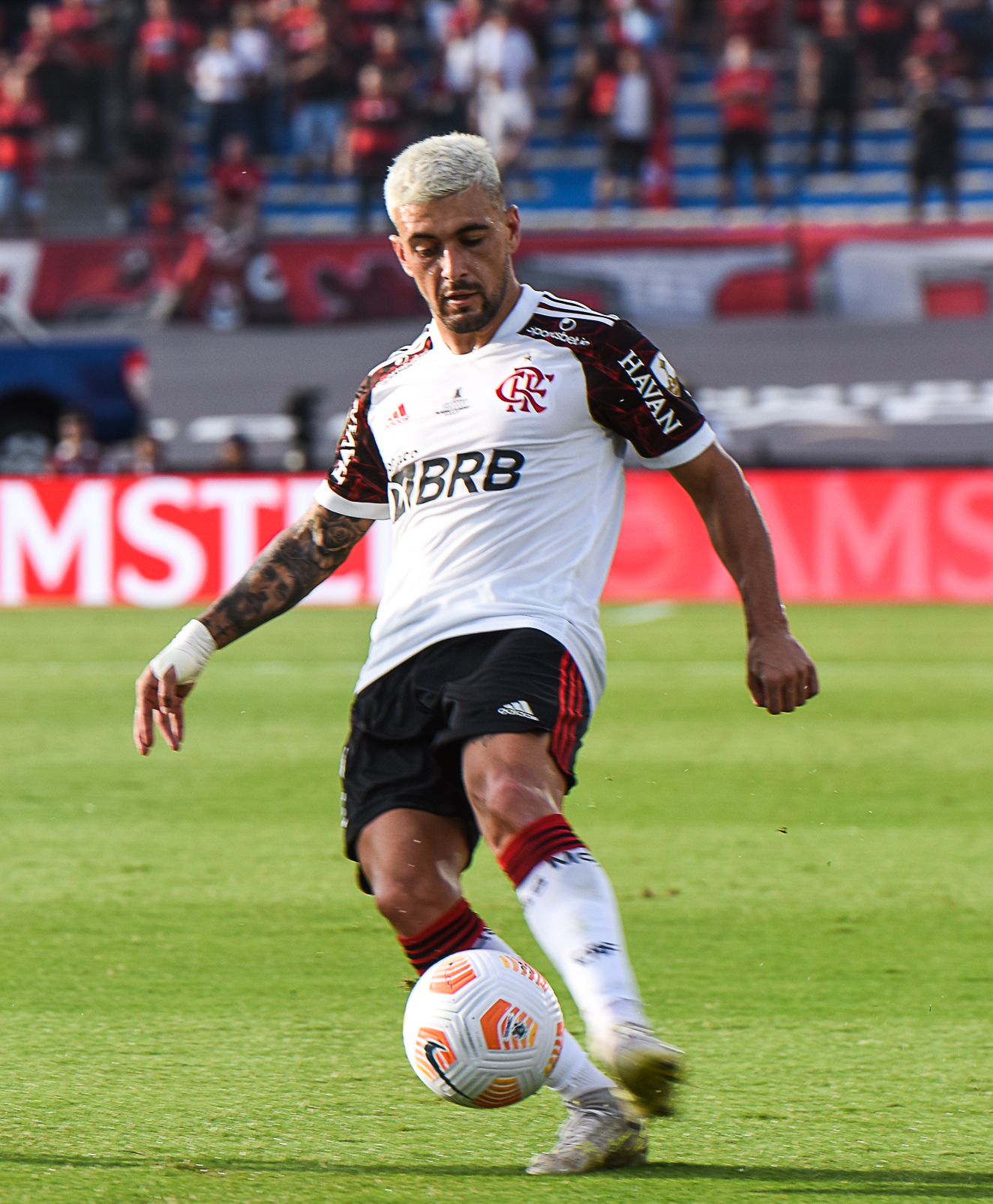
Arrascaeta durante la final de la Copa Libertadores 2021

El 12 de enero de 2019 se concretó de manera oficial su pase al Clube de Regatas do Flamengo. El futbolista uruguayo pasó de Cruzeiro Esporte Clube al equipo de Río de Janeiro por una cifra aproximada a los 18 millones de euros hasta el año 2023, convirtiéndose por lo tanto en el pase más caro de la historia del fútbol brasileño hasta el momento. Durante la presentación confirmó que vestirá la camiseta número 14 durante su paso por la Gávea.
El 23 de enero de 2019, Arrascaeta debutó con Flamengo en el empate 1-1 con Resende, en Volta Redonda, partido válido para la Taça Guanabara. El 3 de febrero de 2019, Arrascaeta marcó su primer gol con el Flamengo en la victoria por 4-0 sobre el Cabofriense en el Estadio de Maracaná en el Campeonato Carioca.
El 14 de julio, en la décima jornada del Campeonato Brasileño, tuvo una actuación estelar en la goleada 6-1 al Goiás, anotando su primer hat-trick y dando dos asistencias a Gabriel Barbosa.
Arrascaeta cerró su primera temporada en Flamengo con los títulos Campeonato Carioca, Campeonato Brasileño, Copa Libertadores y Subcampeón del Mundial de Clubes y siendo uno de los jugadores más importantes del equipo. El 31 de diciembre, el diario uruguayo El País publicó la lista de los mejores de América en 2019 y entre ellos estaba Arrascaeta.
En 2020, En Arrascaeta encabezó la lista de asistencias. Con una amplia gama de pases y centros, el uruguayo proporcionó 11 asistencias y 8 goles en 46 partidos. Arrascaeta fue nombrado mejor deportista uruguayo de la temporada 2019-2020. Recibió el premio Charrúa de Oro, otorgado por la Asociación de Periodistas Deportivos del Uruguay. Esta fue la 47.ª edición del premio.
En 2021, pese a no conseguir el título, fue seleccionado para la selección de la Copa Libertadores 2021 y para el Equipo Ideal de América por el diario El País.
El 2 de agosto de 2022, Arrascaeta alcanzó los 100 goles en Brasil al abrir el marcador en el partido de ida de los cuartos de final de la Copa Libertadores entre Corinthians y Flamengo, que perdieron 2-0 en el Neo Química Arena. Desde su llegada al Cruzeiro en enero de 2015, ha participado directamente en 197 goles (97 asistencias), 123 de los cuales fueron decisivos para el resultado del encuentro. También en 2022, Arrascaeta fue clave en las victorias de la Copa Libertadores y la Copa do Brasil. Terminó la temporada con 13 goles, 19 de ellos en 56 partidos. Fue nominado al premio a mejor jugador de la Copa Brasil 2022 e integra el equipo ideal del Brasileirão.
En 2023, Arrascaeta jugó 3.884 minutos en 54 partidos. El uruguayo fue el que más veces fue titular (46).
El Flamengo anunció, el 16 de diciembre de 2024, que el nuevo número 10 a partir de la temporada 2025 es Giorgian De Arrascaeta, dueño del histórico número.
El 1 de marzo de 2025, en el partido de ida de las semifinales cariocas contra el Vasco, Giorgian de Arrascaeta completó 300 partidos con el Manto Sagrado. En esos 300 encuentros, sumó 75 goles y 92 asistencias con el Manto Sagrado.
El 17 de agosto de 2025, Arrascaeta alcanzó la histórica cifra de 100 asistencias con la camiseta del Flamengo. El número 10 de Gávea dio la asistencia para dos goles en la victoria por 3-1 contra el Internacional, en el Beira-Rio, en la vigésima jornada del Brasileirão.

## Estilo de juego
Se caracteriza por ser un futbolista con buena técnica y regate. Tiene las condiciones de un mediocampista ofensivo, con gran precisión para los centros al área y saques de esquina. A menudo demuestra sus dotes para las ejecuciones de tiros libres.

## Selección nacional

### Juveniles
Fue parte de la selección sub-20 de Uruguay. Debutó con la Celeste el 5 de septiembre de 2012 contra Paraguay y ganaron 2 a 0.
Integró el plantel que participó del Sudamericano Sub-20 del 2013. Debutó en el campeonato el 11 de enero contra Perú y empataron 3 a 3. Jugó 5 partidos y lograron el tercer puesto, suficiente para clasificar al Mundial en Turquía.
Fue seleccionado para defender a Uruguay en la Copa Mundial de Fútbol Sub-20. Jugó su primer partido mundialista el 23 de junio, contra Croacia, fue titular pero perdieron 1 a 0. El segundo encuentro de la fase de grupos, fue ante Nueva Zelanda y a los 4 minutos, de tiro libre, anotó su primer gol, ganaron 2 a 0. En el último partido de la primera fase, se enfrentaron a Uzbekistán, aportó un gol y una asistencia en la victoria por 4 a 0. Clasificaron como segundos del grupo a los octavos de final y se enfrentaron a Nigeria, fue un partido parejo pero ganó Uruguay 2 a 1. En cuartos de final, el rival fue el en ese entonces, campeón de Europa y favorito para ganar el mundial, España, que tenía a jugadores como Jesé, Deulofeu, Paco Alcácer y Denis Suárez. El 6 de julio jugó el partido contra los españoles desde el comienzo, pero terminó 0 a 0 en el tiempo reglamentario y fueron a alargue, en el minuto 109 Giorgian pateó un tiro de esquina y Felipe Avenatti lo concretó en gol con un cabezazo, ganaron 1 a 0 y pasaron a la semifinal. El rival a vencer para llegar a la final, fue una de las revelaciones, Irak, el partido se disputó el 10 de julio y fue titular, luego de empatar 1 a 1 en el tiempo reglamentario y alargue, fueron a penales y ganaron 8 a 7.
En la final del mundial, se enfrentó a Francia, los Galos ganaron todos sus partidos de la segunda fase y la Celeste llegó con 2 alargues seguidos jugados. El 13 de julio se llevó a cabo el último partido del certamen, esta vez De Arrascaeta ingresó al minuto 71 por Diego Laxalt y nuevamente fueron a un alargue luego de empatar 0 a 0, no se convirtieron goles y fueron a penales. Emiliano Velázquez pateó el primer penal para Uruguay pero se lo atajaron, luego el joven neoberlinense remató desde los 12 pasos y también fue atajado, a pesar de que su compatriota Lucas Olaza convirtió su disparo, Francia se coronó campeona de la Copa Mundial Sub-20 al ganar 4 a 1 en los penales, con Paul Pogba como figura destacada.

#### Participaciones en juveniles
| Competición                            | Sede      | Resultado     | Partidos | Goles |
| -------------------------------------- | --------- | ------------- | -------- | ----- |
| Campeonato Sudamericano Sub-20 de 2013 | Argentina | Tercer puesto | 5        | 0     |
| Copa Mundial de Fútbol Sub-20 de 2013  | Turquía   | Subcampeón    | 7        | 2     |

### Absoluta

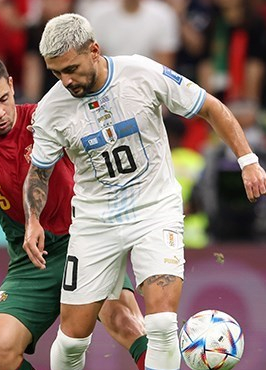
Arrascaeta jugando para la Selección Uruguaya en 2022

En el primer semestre del 2014, se especuló con su incorporación a la selección mayor y participar del mundial en Brasil debido a su gran rendimiento en Defensor Sporting. Finalmente, el técnico Tabárez no lo incluyó en la lista definitiva.
El 27 de agosto de 2014 fue convocado por primera vez a la selección absoluta para jugar 2 partidos amistosos en Asia, contra Japón y Corea del Sur.
Integró el banco de suplentes por primera vez el 5 de septiembre, ante Japón, pero a pesar de que se hicieron 6 cambios no ingresó, Uruguay ganó 2 a 0 por la Kirin Challenge Cup.
El 8 de septiembre debutó con la Celeste contra Corea del Sur en Seúl, ingresó en el minuto 61 por Nicolás Lodeiro, impuso su juego y gracias a una asistencia suya lograron el gol que sentenció el partido 1 a 0.
El 18 de marzo de 2015 fue convocado para jugar un amistoso contra Marruecos en Agadir.
El 23 de mayo fue confirmado en el plantel que defenderá la Celeste en la Copa América. Jugó un partido amistoso contra Guatemala en el Estadio Centenario el 6 de junio, para despedirse de la gente antes de disputar el certamen continental, ingresó en el segundo tiempo y al minuto 55 convirtió su primer gol con la selección.
Debutó en una competición oficial, con la mayor, el 13 de junio en el primer partido por la fase de grupos de la Copa América 2015, ingresó por el Cebolla Rodríguez al minuto 63 y vencieron 1 a 0 a Jamaica. Luego integró el banco de suplentes en los restantes encuentros pero no ingresó. Uruguay quedó eliminados en cuartos de final con el anfitrión y quien se proclamó campeón, Chile.
El 24 de agosto de 2015 fue convocado para jugar 2 amistosos en la fecha FIFA de septiembre, contra Panamá y Costa Rica. Disputó el segundo encuentro, contra Costa Rica, ingresó por el Pato Sánchez al minuto 73 pero perdieron 1 a 0.
Fue convocado el 29 de septiembre, para disputar las 2 primeras fechas eliminatorias para el Mundial en 2018. Uruguay logró 6 puntos al derrotar a Bolivia y Colombia, pero Giorgian no tuvo minutos.
Para las fechas 3 y 4, fue convocado nuevamente. Estuvo en el banco de suplentes contra Ecuador y Chile, pero no ingresó. Uruguay finalizó el año en la segunda posición de la clasificación.
El 16 de marzo de 2016 fue convocado para jugar las fechas 5 y 6 de las eliminatorias clasificatorias al mundial 2018. Volvió a ser suplente, en los partidos contra Brasil y Perú, no tuvo minutos pero empataron contra los brasileros y vencieron a los peruanos.
No fue considerado para jugar la Copa América Centenario, y quedó fuera de varias fechas FIFA.
El técnico Tabárez lo volvió a considerar luego de mostrar un gran nivel en su club, y el 16 de septiembre fue reservado para jugar las fechas 9 y 10 de las eliminatorias.
Tabárez lo eligió como uno de los 23 convocados de la Selección Uruguaya para jugar la Copa Mundial de Fútbol 2018.

#### Participaciones en fases finales
| Competición                    | Sede           | Resultado        | Partidos | Goles |
| ------------------------------ | -------------- | ---------------- | -------- | ----- |
| Copa América 2015              | Chile          | Cuartos de final | 1        | 0     |
| Copa Mundial de Fútbol de 2018 | Rusia          | Cuartos de final | 2        | 0     |
| Copa América 2019              | Brasil         | Cuartos de final | 3        | 0     |
| Copa América 2021              | Brasil         | Cuartos de final | 4        | 0     |
| Copa Mundial de Fútbol de 2022 | Catar          | Fase de grupos   | 2        | 2     |
| Copa América 2024              | Estados Unidos | Tercer Lugar     | 3        | 0     |

#### Goles internacionales
| #   | Fecha                   | Lugar                                  | Rival      | Gol      | Resultado | Competición                                        |
| --- | ----------------------- | -------------------------------------- | ---------- | -------- | --------- | -------------------------------------------------- |
| 1.  | 6 de junio de 2015      | Centenario, Montevideo, Uruguay        | Guatemala  | 4–0      | 5–1       | Amistoso                                           |
| 2.  | 7 de junio de 2018      | Centenario, Montevideo, Uruguay        | Uzbekistán | 1–0      | 3–0       | Amistoso                                           |
| 3.  | 6 de septiembre de 2019 | Nacional, San José, Costa Rica         | Costa Rica | 0–1      | 1–2       | Amistoso                                           |
| 4.  | 2 de septiembre de 2021 | Estadio Nacional, Lima, Perú           | Perú       | 1–1      | 1–1       | Eliminatorias Catar 2022                           |
| 5.  | 5 de septiembre de 2021 | Campeón del Siglo, Montevideo, Uruguay | Bolivia    | 1–0      | 4–2       | Eliminatorias Catar 2022                           |
| 6.  | 5 de septiembre de 2021 | Campeón del Siglo, Montevideo, Uruguay | Bolivia    | 4–1 (p.) | 4–2       | Eliminatorias Catar 2022                           |
| 7.  | 1 de febrero de 2022    | Centenario, Montevideo, Uruguay        | Venezuela  | 2–0      | 4–1       | Eliminatorias Catar 2022                           |
| 8.  | 24 de marzo de 2022     | Centenario, Montevideo, Uruguay        | Perú       | 1–0      | 1–0       | Eliminatorias Catar 2022                           |
| 9.  | 2 de diciembre de 2022  | Al Janoub, Al Wakrah, Catar            | Ghana      | 0–1      | 0–2       | Copa Mundial 2022                                  |
| 10. | 2 de diciembre de 2022  | Al Janoub, Al Wakrah, Catar            | Ghana      | 0–2      | 0–2       | Copa Mundial 2022                                  |
| 11. | 11 de junio de 2025     | Centenario, Montevideo, Uruguay        | Venezuela  | 2–0      | 2–0       | Eliminatorias Canadá, Estados Unidos y México 2026 |

## Estadísticas

### Clubes
| Club                        | Div.          | Temporada     | Liga  | Liga  | Liga   | Estatal | Estatal | Estatal | Copas nacionales | Copas nacionales | Copas nacionales | Copas internacionales | Copas internacionales | Copas internacionales | Total | Total | Total  | Media goleadora |
| Club                        | Div.          | Temporada     | Part. | Goles | Asist. | Part.   | Goles   | Asist.  | Part.            | Goles            | Asist.           | Part.                 | Goles                 | Asist.                | Part. | Goles | Asist. | Media goleadora |
| --------------------------- | ------------- | ------------- | ----- | ----- | ------ | ------- | ------- | ------- | ---------------- | ---------------- | ---------------- | --------------------- | --------------------- | --------------------- | ----- | ----- | ------ | --------------- |
| Defensor Sporting · Uruguay | 1.ª           | 2012-13       | 16    | 3     | 2      | —       | —       | —       | —                | —                | —                | —                     | —                     | —                     | 16    | 3     | 2      | 0.19            |
| Defensor Sporting · Uruguay | 1.ª           | 2013-14       | 26    | 7     | 8      | —       | —       | —       | —                | —                | —                | 12                    | 2                     | 4                     | 38    | 9     | 12     | 0.24            |
| Defensor Sporting · Uruguay | 1.ª           | 2014-15       | 11    | 6     | 3      | —       | —       | —       | —                | —                | —                | —                     | —                     | —                     | 11    | 6     | 3      | 0.55            |
| Defensor Sporting · Uruguay | Total club    | Total club    | 53    | 16    | 13     | 0       | 0       | 0       | 0                | 0                | 0                | 12                    | 2                     | 4                     | 65    | 18    | 17     | 0.28            |
| Cruzeiro · Brasil           | 1.ª           | 2015          | 23    | 4     | 1      | 8       | 4       | 3       | 2                | 0                | 0                | 10                    | 1                     | 1                     | 43    | 9     | 5      | 0.21            |
| Cruzeiro · Brasil           | 1.ª           | 2016          | 31    | 9     | 10     | 12      | 3       | 2       | 9                | 2                | 7                | —                     | —                     | —                     | 52    | 14    | 19     | 0.27            |
| Cruzeiro · Brasil           | 1.ª           | 2017          | 16    | 3     | 2      | 15      | 6       | 1       | 10               | 2                | 0                | 2                     | 0                     | 1                     | 44    | 11    | 4      | 0.25            |
| Cruzeiro · Brasil           | 1.ª           | 2018          | 20    | 6     | 6      | 13      | 4       | 2       | 6                | 2                | 1                | 9                     | 3                     | 1                     | 48    | 15    | 10     | 0.31            |
| Cruzeiro · Brasil           | Total club    | Total club    | 90    | 22    | 19     | 48      | 17      | 8       | 27               | 6                | 8                | 21                    | 4                     | 3                     | 186   | 49    | 38     | 0.26            |
| Flamengo · Brasil           | 1.ª           | 2019          | 23    | 13    | 14     | 13      | 3       | 0       | 3                | 0                | 0                | 13                    | 2                     | 3                     | 52    | 18    | 17     | 0.35            |
| Flamengo · Brasil           | 1.ª           | 2020          | 28    | 8     | 9      | 10      | 2       | 1       | 3                | 1                | 0                | 9                     | 1                     | 4                     | 50    | 12    | 14     | 0.24            |
| Flamengo · Brasil           | 1.ª           | 2021          | 14    | 1     | 6      | 6       | 2       | 1       | 3                | 2                | 1                | 12                    | 4                     | 6                     | 35    | 9     | 14     | 0.26            |
| Flamengo · Brasil           | 1.ª           | 2022          | 24    | 3     | 10     | 11      | 5       | 5       | 10               | 3                | 1                | 11                    | 2                     | 3                     | 56    | 13    | 19     | 0.23            |
| Flamengo · Brasil           | 1.ª           | 2023          | 28    | 7     | 6      | 9       | 1       | 3       | 8                | 2                | 1                | 9                     | 1                     | 2                     | 54    | 11    | 12     | 0.20            |
| Flamengo · Brasil           | 1.ª           | 2024          | 15    | 5     | 5      | 13      | 3       | 5       | 8                | 2                | 0                | 7                     | 0                     | 0                     | 43    | 10    | 10     | 0.23            |
| Flamengo · Brasil           | 1.ª           | 2025          | 17    | 10    | 8      | 10      | 2       | 2       | 3                | 0                | 0                | 9                     | 2                     | 1                     | 39    | 14    | 11     | 0.36            |
| Flamengo · Brasil           | Total club    | Total club    | 149   | 47    | 58     | 72      | 18      | 17      | 38               | 10               | 3                | 70                    | 12                    | 19                    | 329   | 87    | 97     | 0.26            |
| Total carrera               | Total carrera | Total carrera | 292   | 85    | 90     | 120     | 35      | 25      | 65               | 16               | 11               | 103                   | 18                    | 26                    | 580   | 154   | 152    | 0.27            |
| 1. 2. 3. 4.                 |               |               |       |       |        |         |         |         |                  |                  |                  |                       |                       |                       |       |       |        |                 |

#### Participaciones en Mundial de Clubes de la FIFA
| Torneo                      | Club     | Sede           | Partidos | Goles | Resultado    |
| --------------------------- | -------- | -------------- | -------- | ----- | ------------ |
| Copa Mundial de Clubes 2019 | Flamengo | Catar          | 2        | 1     | Subcampeón   |
| Copa Mundial de Clubes 2022 | Flamengo | Marruecos      | 2        | 0     | Tercer lugar |
| Copa Mundial de Clubes 2025 | Flamengo | Estados Unidos | 4        | 1     | 1/8 de final |

### Selecciones
Actualizado al último partido disputado el 10 de junio de 2025.
| Sub-20 · Uruguay   | 2013          | 5  | 0 | 1 | 7  | 2 | 2 | 8  | 2 | 0 | 20 | 4  | 3  | 0.20 |
| Sub-20 · Uruguay   | Total sel.    | 5  | 0 | 1 | 7  | 2 | 2 | 8  | 2 | 0 | 20 | 4  | 3  | 0.20 |
| Absoluta · Uruguay | 2014          | -  | - | - | -  | - | - | 3  | 0 | 1 | 3  | 0  | 1  | 0.00 |
| Absoluta · Uruguay | 2015          | 1  | 0 | 0 | -  | - | - | 3  | 1 | 0 | 4  | 1  | 0  | 0.25 |
| Absoluta · Uruguay | 2017          | 2  | 0 | 1 | -  | - | - | 3  | 0 | 0 | 5  | 0  | 1  | 0.00 |
| Absoluta · Uruguay | 2018          | -  | - | - | 2  | 0 | 0 | 4  | 1 | 0 | 6  | 1  | 0  | 0.17 |
| Absoluta · Uruguay | 2019          | 3  | 0 | 0 | -  | - | - | 4  | 1 | 2 | 7  | 1  | 2  | 0.14 |
| Absoluta · Uruguay | 2020          | 1  | 0 | 0 | -  | - | - | -  | - | - | 1  | 0  | 0  | 0.00 |
| Absoluta · Uruguay | 2021          | 8  | 3 | 0 | -  | - | - | -  | - | - | 8  | 3  | 0  | 0.38 |
| Absoluta · Uruguay | 2022          | 3  | 2 | 1 | 2  | 2 | 0 | 3  | 0 | 1 | 8  | 4  | 2  | 0.50 |
| Absoluta · Uruguay | 2023          | 2  | 0 | 0 | -  | - | - | -  | - | - | 2  | 0  | 0  | 0.00 |
| Absoluta · Uruguay | 2024          | 7  | 0 | 1 | -  | - | - | 1  | 0 | 0 | 8  | 0  | 1  | 0.00 |
| Absoluta · Uruguay | 2025          | 3  | 1 | 0 | -  | - | - | -  | - | - | 3  | 1  | 0  | 0.33 |
| Absoluta · Uruguay | Total sel.    | 30 | 6 | 3 | 4  | 2 | 0 | 21 | 3 | 4 | 55 | 11 | 7  | 0.20 |
| Total carrera      | Total carrera | 35 | 6 | 4 | 11 | 4 | 2 | 29 | 5 | 4 | 75 | 15 | 10 | 0.20 |
| 1. 2.              |               |    |   |   |    |   |   |    |   |   |    |    |    |      |

## Palmarés

### Títulos regionales
| Título             | Club     | Estado         | Año  |
| ------------------ | -------- | -------------- | ---- |
| Campeonato Mineiro | Cruzeiro | Minas Gerais   | 2018 |
| Campeonato Carioca | Flamengo | Río de Janeiro | 2019 |
| Campeonato Carioca | Flamengo | Río de Janeiro | 2020 |
| Taça Guanabara     | Flamengo | Río de Janeiro | 2021 |
| Campeonato Carioca | Flamengo | Río de Janeiro | 2021 |
| Taça Guanabara     | Flamengo | Río de Janeiro | 2024 |
| Campeonato Carioca | Flamengo | Río de Janeiro | 2024 |
| Campeonato Carioca | Flamengo | Río de Janeiro | 2025 |

### Títulos nacionales
| Título              | Club              | País    | Año  |
| ------------------- | ----------------- | ------- | ---- |
| Torneo Clausura     | Defensor Sporting | Uruguay | 2013 |
| Copa de Brasil      | Cruzeiro          | Brasil  | 2017 |
| Copa de Brasil      | Cruzeiro          | Brasil  | 2018 |
| Serie A             | Flamengo          | Brasil  | 2019 |
| Supercopa de Brasil | Flamengo          | Brasil  | 2020 |
| Serie A             | Flamengo          | Brasil  | 2020 |
| Supercopa de Brasil | Flamengo          | Brasil  | 2021 |
| Copa de Brasil      | Flamengo          | Brasil  | 2022 |
| Copa de Brasil      | Flamengo          | Brasil  | 2024 |
| Supercopa de Brasil | Flamengo          | Brasil  | 2025 |

### Títulos internacionales
| Título              | Club     | Sede      | Año  |
| ------------------- | -------- | --------- | ---- |
| Copa Libertadores   | Flamengo | Lima      | 2019 |
| Recopa Sudamericana | Flamengo | Brasil    | 2020 |
| Copa Libertadores   | Flamengo | Guayaquil | 2022 |

### Distinciones individuales
| Distinción                                                                           | Año        |
| ------------------------------------------------------------------------------------ | ---------- |
| Jugador revelación del Campeonato Uruguayo para El Observador                        | 2012-13    |
| Mejor volante de creación del Campeonato Uruguayo para El Observador                 | 2013-14    |
| Trofeo EFE Brasil al extranjero con mejor regularidad en el Torneo Brasileño de 2016 | 2016       |
| Miembro del Equipo Ideal de América                                                  | 2019, 2021 |
| Parte de los 100 mejores jugadores del mundo según The Guardian                      | 2022       |
| Bola de Plata del equipo ideal del Campeonato Brasileño de Serie A                   | 2023       |
| Jugador del partido vs Espérance de Tunis - Copa Mundial de Clubes de la FIFA        | 2025       |
| Jugador del partido vs LAFC - Copa Mundial de Clubes de la FIFA                      | 2025       |